# Daniel Mainwaring
Daniel Mainwaring (Oakland, 22 Julio o 1902 – 31 gener 1977) novel·lista i guionista de pel·lícules de Hollywood que va utilitzar el pseudònim de Geoffrey Homes. Algunes de les seves novel·les van ser adaptades al cinema, la qual cosa facilità que, des del 1942, col·laborés directament amb els estudis i que després de publicar Build my gallows high el 1946 es consagrés exclusivament a l'ofici de guionista. La seva signatura apareix a guions com els de Retorn al passat (1947), The big steal (1949), The lawless (1950), This woman is dangerous (1952) i Invasion of the body snatchers (1956). Va contribuir amb relats originals a Roadblock (1951) i The Hitch-Hiker (1953). Dos anys després va ser acreditat com a únic guionista de Baby Face Nelson. La seva actitud esquerrana li havia portat seriosos problemes en algun moment amb el Comitè d'Activitats Antiamericanes però no va arribar a ser inclòs a una llista negra.

## Filmografia
- Secrets of the Underground (1942)
- Dangerous Passage (1944)
- Scared Stiff (1945)
- Tokyo Rose (1946)
- Hot Cargo (1946)
- Swamp Fire (1946)
- They Made Me a Killer (1946)
- Big Town (1947)
- Retorn al passat (Out of the Past) (1947)
- The Big Steal (1949)
- Sense miraments (Roughshod) (1949)
- The Eagle and the Hawk (1950)
- The Lawless (1950)
- Roadblock 1951)
- The Last Outpost (1951)
- The Tall Target (1951)
- This Woman Is Dangerous (1952)
- Bugles in the Afternoon (1952)
- Powder River (1953)
- Those Redheads from Seattle (1953)
- Alaska Seas (1954)
- Black Horse Canyon (1954
- The Desperado (1954)
- Southwest Passage (1954)
- An Annapolis Story (1955)
- A Bullet for Joey (1955)
- The Phenix City Story (1955)
- Invasion of the Body Snatchers (1956)
- Thunderstorm (1956)
- Baby Face Nelson (1957)
- Cole Younger, Gunfighter (1958)
- The Gun Runners (1958)
- Space Master X-7 (1958)
- Walk Like a Dragon (1960)
- The Minotaur (1961)
- Atlantis, the Lost Continent (1961)
- The Revolt of the Slaves (1961)
- East of Kilimanjaro (1962)
- Convict Stage (1965)
- The Woman Who Wouldn't Die (1965)